# Coccocypselum glaberrimum
Coccocypselum glaberrimum är en måreväxtart som beskrevs av Hadac. Coccocypselum glaberrimum ingår i släktet Coccocypselum och familjen måreväxter.
Artens utbredningsområde är Kuba. Inga underarter finns listade i Catalogue of Life.